# Jinusean
I Jinusean (지누션?, JinusyeonLR) sono un duo hip hop sudcoreano, formatosi a Seul nel 1997 e composto da Kim Jin-woo (Jinu) e Noh Seung-hwan (Sean). Il duo pubblica i suoi lavori con l'etichetta discografica YG Entertainment.

## Storia
Prima di formare i Jinusean, Sean lavorò come ballerino di riserva per il gruppo k-pop Seo Taiji and Boys negli anni '90, e Jinu esordì come solista con la canzone I Was The Captain nel 1994. I due debuttarono come Jinusean con il singolo, Gasoline, nel 1997 sotto la YG Entertainment. Il loro secondo singolo, Tell Me (con il cantante Uhm Jung-hwa), fu il primo successo del duo e li ha portati al successo.
Tra il 2004 e il 2014, il duo andò in pausa prolungata. Fecero delle apparizioni come ospiti in diversi concerti della YG. Nel 2014 presero parte dello speciale Infinite Challenge "Saturday, Saturday is for Singers", che vide la partecipazione di cantanti e gruppi popolari degli anni '90, e si esibirono in duo in televisione per la prima volta. Nel 2015 pubblicarono il loro singolo di ritorno "One More Time", la loro prima uscita dal 2004. Apparvero nella quarta stagione del concorso Show Me the Money nel ruolo dei giudici.

## Formazione
- Jinu – voce (1997-2004; 2015-2020)
- Sean – voce (1997-2004; 2015-2020)

## Discografia
- 1997 – Jinusean
- 1998 – The Real
- 1999 – Taekwon V
- 2001 – The Reign
- 2004 – Let's Play

## Riconoscimenti
| Anno | Evento                 | Premio                   | Ricevente      | Risultato       |
| ---- | ---------------------- | ------------------------ | -------------- | --------------- |
| 1997 | Golden Disc Award      | Rookie Artist Award      | N.D.           | Vincitore/trice |
| 1997 | Seoul Music Award      | Main Prize (Bonsang)     | N.D.           | Vincitore/trice |
| 2001 | Mnet Asian Music Award | Best Hip-hop Performance | "A-yo"         | Candidato/a     |
| 2001 | Mnet Asian Music Award | Best Male Group          | "A-yo"         | Candidato/a     |
| 2005 | Mnet Asian Music Award | Best Hip-hop Performance | "Phone Number" | Candidato/a     |